# Eamonn Coghlan
Eamonn Coghlan (Dublin, 21 november 1952) is een Ierse voormalige atleet. Hij was een kleine loper, zodat hij nadeel had tegenover grotere lopers. Vanwege zijn successen werd hij 'Chairman of the Boards' genoemd. In 2011 werd hij door de Taoiseach benoemd tot lid van de Ierse Senaat.

## Loopbaan
Coghlan vestigde in 1981 het wereld indoorrecord op de mijl in 3.50,6. In 1983 verbrak hij dit record opnieuw met een tijd van 3.49,78. Het record werd pas ruim tien jaar later (1997) opnieuw gebroken door de Marokkaan Hicham El Guerrouj (3.48,45).
Coghlan verbeterde ook het wereldindoorrecord op de 2000 m. In 1987 legde hij deze afstand af in een tijd van 4.54,07. Haile Gebrselassie brak het record elf jaar later.
Op de wereldkampioenschappen in 1983 won hij goud op de 5000 m. Dat maakte onmiddellijk zijn vierde plaatsen op de Olympische Spelen goed (1500 m in '76 en 5000 m in '80). Hij bleef verder lopen en in 1994 was hij de eerste 40-plusser die de mijl binnen de 4 minuten liep.

## Boek
Coghlan schreef in 2007 een boek getiteld "Chairman of the Boards", dat in 2008 werd uitgegeven.

## Titels
- Wereldkampioen 5000 m - 1983
- Europees indoorkampioen 1500 m - 1979
- Iers kampioen 800 m - 1974, 1979, 1980, 1981, 1983
- Iers kampioen 1500 m - 1976, 1978, 1979, 1980, 1981
- Iers kampioen 5000 m - 1977
- AAA-kampioen 1500 m - 1977
- AAA-kampioen 5000 m - 1979, 1981
- NCAA-kampioen 1500 m - 1981, 1982
- NCAA-indoorkampioen 1 Eng. mijl - 1975, 1976

## Wereldrecords
- 1 mijl indoor: 3 maal (3.55,00 - 3.52,06 - 3.49,78)
- 1500 m indoor: 1 maal (3.35,6)
- 2000 m indoor: 1 maal (4.54,07)
- 4 x 1 mijl: 1 maal (15.49,08)

## Persoonlijke records
Outdoor
| Onderdeel   | Prestatie       | Datum            | Plaats   |
| ----------- | --------------- | ---------------- | -------- |
| 1 Eng. mijl | 3.51,59 (ex-WR) | 9 juli 1983      | Oslo     |
| 5000 m      | 13.28,53        | 14 augustus 1983 | Helsinki |
| marathon    | 2:25.13         | 10 juli 1993     | New York |

Indoor
| Onderdeel   | Prestatie       | Datum            | Plaats          |
| ----------- | --------------- | ---------------- | --------------- |
| 1500 m      | 3.35,6          | 20 februari 1981 | San Diego       |
| 1 Eng. mijl | 3.49,78 (ex-ER) | 27 februari 1983 | East Rutherford |
| 2000 m      | 4.54,07         | 1987             |                 |

## Palmares

### 800 m
- 1974:  Ierse kamp. - 1.50,2
- 1979:  Ierse kamp. - 1.50,6
- 1980:  Ierse kamp. - 1.48,5
- 1981:  Ierse kamp. - 1.48,51
- 1983:  Ierse kamp. - 1.48,24

### 1500 m
- 1976:  Ierse kamp. - 3.46,4
- 1976: 4e OS - 3.39,51
- 1977:  AAA-kamp. - 3.43,02
- 1978:  Ierse kamp. - 3.40,8
- 1978:  EK - 3.36,57
- 1979:  EK indoor - 3.41,8
- 1979:  Ierse kamp. - 3.43,5
- 1980:  Ierse kamp. - 3.39,2
- 1981:  Ierse kamp. - 3.38,60
- 1983:  Europacup C in Dublin - 3.39,40

### 3000 m
- 1977:  Dublin - 7.50,1
- 1979:  Bislett Games - 7.39,08
- 1979:  Athletissima - 7.40,46
- 1980:  Bislett Games - 7.37,60
- 1980:  Athletissima - 7.41,57
- 1981:  Budapest Grand Prix - 7.44,99
- 1983:  Talbot Games in Londen - 7.46,40
- 1983:  Memorial van Damme - 7.38,39
- 1986:  Bruce Jenner Meeting in San Jose - 7.48,18
- 1988:  Millenium in Dublin - 7.53,57

### 5000 m
- 1974: 7e in series EK - 14.29,6
- 1977:  Ierse kamp. - 14.04,5
- 1978:  Dublin - 13.26,60
- 1979:  AAA kamp. - 13.23,54
- 1980: 4e OS - 13.22,74
- 1980:  Dublin - 13.20,99
- 1981:  AAA kamp. - 13.20,36
- 1981:  Wereldbeker - 14.08,39
- 1981:  Weltklasse Zurich - 13.19,13
- 1981:  World Cup in Rome - 14.08,39
- 1983:  Prefontaine Classic - 13.23,53
- 1983:  Xerox Games - 13.31,67
- 1983:  WK - 13.28,53
- 1984: 4e Cork City International Sports - 13.38,37
- 1986:  Cork - 13.22,35
- 1987:  International Leichtathletik Abendsportfest - 13.20,57
- 1988: 15e ½ fin. OS - 14.02,16

### 10.000 m
- 1986:  Penn Relays- Olympic Development in Philadelphia - 28.19,3

### 10 km
- 1981:  St Patrick's Day in San Diego - 29.43
- 1981:  International Peace Race in Youngstown - 29.44
- 1983:  Diet-Pepsi in Waterbury - 30.28
- 1983:  Pepsi Challenge Regional in Tulsa - 30.03

### marathon
- 1991: 42e New York City Marathon - 2:25.13

### veldlopen
- 1972: 6e Ierse kamp. in Belfield - 38.10
- 1979: 20e Ierse kamp. in Limerick - onbekende tijd
- 1979: 70e WK lange afstand in Limerick - 39.28

1983 Eamonn Coghlan ·
1987 Saïd Aouita ·
1991 Yobes Ondieki ·
1993 Ismael Kirui ·
1995 Ismael Kirui ·
1997 Daniel Komen ·
1999 Salah Hissou ·
2001 Richard Limo ·
2003 Eliud Kipchoge ·
2005 Benjamin Limo ·
2007 Bernard Lagat · 
2009 Kenenisa Bekele ·
2011 Mo Farah ·
2013 Mo Farah ·
2015 Mo Farah ·
2017 Muktar Edris ·
2019 Muktar Edris ·
2022 Jakob Ingebrigtsen ·
2023 Jakob Ingebrigtsen